# Compsenia insulalis
Compsenia insulalis là một loài bướm đêm trong họ Noctuidae.